# ? (película)
? (también escrito Tanda Tanya, que significa "Signo de interrogación") es una película dramática de Indonesia de 2011 dirigida por Hanung Bramantyo. Está protagonizada por Revalina Sayuthi Temat, Reza Rahadian, Agus Kuncoro, Endhita, Rio Dewanto y Hengky Sulaeman. La película se centra en el pluralismo religioso de Indonesia, que a menudo resulta en conflictos entre diferentes creencias, representadas en una trama que gira en torno a las interacciones de tres familias, una budista, una musulmana y una católica. Después de sufrir numerosas penurias y la muerte de varios miembros de la familia en violencia religiosa, se reconcilian.
Basado en las experiencias de Bramantyo como un niño multirracial, ? fue hecho para contrarrestar el retrato de Islam como "religión radical". A causa del tema de la película de pluralismo religioso, Bramantyo tuvo dificultad encontrando apoyo. Eventualmente, Mahaka Pictures puso 5 miles de millones de rupias ($600.000) para financiar la producción. La película se empezó a rodar el 5 de enero de 2011 en Semarang.
Lanzado el 7 de abril de 2011, ? fue un éxito crítico y comercial: recibió críticas favorables y fue visto por más de 550,000 personas. También fue mostrado internacionalmente. Fue nominado para nueve Citra Awards en el Festival de cine indonesio, ganando uno. Aun así, varios grupos musulmanes indonesios, incluyendo el Consejo de Ulema y el Frente de Defensores Islámicos, protestaron contra la película debido a su mensaje pluralista.

## Sinopsis
? se centra en las relaciones interreligiosas en Indonesia, un país en el que los conflictos religiosos son comunes y hay una larga historia de violencia y discriminación contra los indonesios chinos. La historia sigue a tres familias que viven en una aldea en Semarang, Java Central: el budista chino-indonesio Tan Kat Sun (Hengky Sulaeman) y su hijo Hendra (Rio Dewanto), la pareja musulmana Soleh y Menuk, y la católica convertida Rika y su hijo musulmán Abi.
Sun y Hendra tienen un restaurante chino que sirve cerdo, el cual está prohibido para los musulmanes, a pesar de que el restaurante tiene muchos trabajadores y clientes musulmanes. Para asegurar relaciones buenas con sus empleados musulmanes y clientes, Sun utiliza utensilios especiales para la preparación de cerdo, el cual no permite para ser utilizado para otros platos, y le da tiempo a su personal para oraciones; también les da unas vacaciones durante Eid ul-Fitr, las fiestas musulmanas más importantes. Uno de sus empleados es Menuk, quién apoya su marido desempleado, Soleh. Rika Es amigo de Menuk y está implicado con el fallido actor musulmán Surya.
Ya a sus 70 años, Sun cae enfermo y el restaurante es tomado por Hendra, quién decide servir exclusivamente cerdo, alienando sus clientes musulmanes. Hendra entra en conflicto con Soleh sobre Menuk, ya que Hendra anteriormente había salido con ella. Menuk se deprime después de que Soleh le dice que planea divorciarse con él. Rika se siente estresada a raíz de cómo ha sido tratada por sus vecinos y familiares después del islam al catolicismo; Abi también está afrontando el ostracismo. Entretanto, Surya y Doni está compitiendo por los afectos de Rika. Surya está enojado por su fracaso en encontrar un buen papel.
Soleh se une al grupo benéfico islámico Nahdlatul Ulama (NU), esperando obtener confianza. Aunque es inicialmente reticente de proteger la seguridad de una iglesia, acaba sacrificando su vida cuándo descubre que una bomba ha sido plantada dentro de la iglesia. Se apresura a salir con la bomba, la cual explota afuera, matándolo pero salvando a los feligreses. Sun muere cuándo el restaurante, el cual no cerró para honrar el Eid ul-Fitr, es atacado por un grupo de musulmanes. Después del ataque, Hendra lee los 99 Nombres de Alá y se convierte al islam; intenta acercarse a Menuk, a pesar de que es incierto si le acepte. Surya recibe una oferta de Rika para hacer de Jesús en la Navidad y Pascua de su iglesia, el cual acepta por un coste alto después de dudar debido al temor que lo hará contra su religión; después de la Pascua lee Al-Ikhlas en una mezquita. Rika es capaz de obtener la bendición de sus padres para su conversión.

## Reparto
- Revalina S. Temat como Menuk, una mujer musulmana religiosa quién lleva un hijab y está casada con Soleh. Menuk trabaja en el restaurante de Tan Kat Sun junto a su pretendiente, el hijo de Sun, Hendra.[3] Según Temat, Menuk casado Soleh, quien no le encantó, en vez de Hendra porque Soleh era musulmán.[4]
- Reza Rahadian como Soleh, el marido musulmán desempleado de Menuk, quién desea ser un héroe para su familia. Finalmente se une a la rama Banser del Nahdlatul Ulama (NU) y le es dada la tarea de proteger sitios de adoración de posibles ataques terroristas. Muere en el proceso de sacar una bomba de una iglesia llena de feligreses.[5]
- Endhita como Rika, un joven divorciada, madre de uno, y convertida al catolicismo. Debido a su divorcio y conversión, a menudo es despreciada por sus vecinos. Ella también entra en conflicto con su hijo Abi, quien no se convirtió con ella, por su fe.[3] Endhita recibió un nombramiento en el Festival de cine indonesio de 2011 en la categoría Mejor actriz de Apoyo por su rol, pero perdió por Dewi Irawan de Sang Penari (El Bailarín).[7][8]
- Agus Kunkoro como Surya, un actor musulmán joven y novio de Rika. Su incapacidad para asegurar más que papeles secundarios le provoca desesperación financiera y una crisis existencial.[3] Finalmente, consigue el papel principal como Jesús en los concursos de Pascua y Navidad de Rika. Kuncoro recibió una nominación en el Festival de Cine de Indonesia de 2011 como Mejor Actor de Reparto por su papel, pero perdió ante Mathias Muchus de Pengejar Angin (The Wind Chaser).
- Rio Dewanto Como Hendra (Ping Hen), el hijo de Tan Kat Sun y Lim Giok Lie. Constantemente argumenta con sus padres, especialmente aproximadamente corriendo el restaurante. Cae enamorado con Menuk, pero  le rehuse desde entonces no es musulmán.[3] Después de la muerte de su padre,  convierte a Islam.[5]
- Hengky Sulaeman como Tan Kat Sun, un chino-indonesio dueño de un restaurante, marido de Lim Giok Lie y padre de Hendra. La salud de Sun es mala, pero él mantiene una actitud positiva.[3]
- Edmay como Lim Giok Lie, mujer de Tan Kat Sun y madre de Hendra. A menudo le da consejos a Menuk.[5]
- Glenn Fredly como Doni, una joven católica enamorada de Rika.[5]
- David Chalik como Wahyu, un dirigente religioso musulmán y asesor de Surya.[5]
- Dedy Soteomo como el pastor de la iglesia de Rika.[5]

## Producción
? fue dirigido por Hanung Bramantyo, que es de ascendencia mixta chino-javanesa.  Él decidió dirigir una película de temática pluralista basada en sus experiencias propias como niño de carrera mixta. Escogió el título ? para evitar protestas al lanzarse la película, diciendo que si hubiera sido Pluralismo o Liberalismo habría protestas por adversarios de aquellas ideologías, y que no pudo pensar en un título mejor. Los personajes están basados en personas que Bramantyo ha conocido o ha leído. Su objetivo en hacer la película era para "aclarar argumentos engañosos sobre el Islam" y contrarrestar el retrato de Islam como "religión radical". En una rueda de prensa anterior al lanzamiento, Bramantyo dijo que ? no fue hecho para ser comercial, sino para hacer una declaración. La película, su decimocuarta producción, es una de varias películas de temática islámica que ha dirigido, después de la obra romántica polígama Ayat-Ayat Cinta (Los Versos de Amor; 2008) y el biopic Sang Pencerah (El Iluminador, 2009).

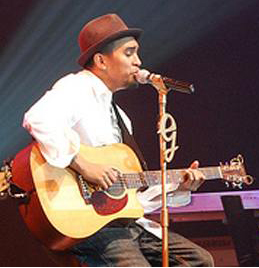
El cantante Glenn Fredly encontró su personaje interesante, dada la sensible situación religiosa en Indonesia.

Ante el temor de que el tema del pluralismo fuera tomado como un "grito de batalla", algunos inversores abandonaron sus compromisos; Bramantyo tampoco pudo encontrar el apoyo de los estudios convencionales. Antes de proyectar la película para la Junta de Censores de Cine de Indonesia, se cortaron varias escenas, incluida una en la que se exhibía una cabeza de cerdo en la ventana del restaurante Sun's; se mantuvieron otras escenas que levantaron comentarios, aunque recortadas. Antes del estreno de la película, Bramantyo consultó a unas veinte personas, incluidos varios líderes religiosos, en un intento de asegurarse de que la película no fuera ofensiva. Se contrató a Titien Wattimena para que trabajara más en el guion; puso más énfasis en el mensaje de tolerancia.
Mahaka Pictures, siendo propiedad del mismo grupo que el periódico predominantemente musulmán Republika, coprodujo la película con Dapur Film. El director de Mahaka Pictures, Erick Thohir, declaró que su compañía había asistido con la producción porque él "estaba perturbado por el hecho que las películas indonesias han disminuido en calidad".  Estaba dispuesto a trabajar con Bramantyo, ya que descubrió que este último había demostrado ser un hábil director de películas religiosas a través de sus trabajos anteriores. la filmación empezó el 5 de enero de 2011 en Semarang; Bramantyo describió la ciudad como un buen ejemplo de tolerancia en acción. La película costó Rp 5 mil millones ($600,000) para producir. Dos canciones por la banda indonesia Sheila on 7, "Pasti Kubisa" ("Seguro Que Puedo") y "Kamus Hidupku" ("Diccionario de Mi Vida") fueron utilizadas en la banda sonora, mientras Satrio Budiono y Saft Daultsyah manejaron la edición del sonido.
Mulyo Hadi Purnomo, con sede en Semarang, tenía la tarea de elegir los papeles menores. Bramantyo contactó a los miembros principales del reparto directamente. Agus Kuncoro, quién había actuado en Sang Pencerah y era conocido por actuar en películas con temática islámica, aceptó interpretar a Surya en ? inmediatamente después de leer el guion. El cantante Glenn Fredly estuvo interesado en interpretar a Doni porque consideró al personaje, un católico conservador, un papel interesante, dada la sensible situación religiosa en el país. Revalina S. Temat, quién había aparecido en la película de Bramantyo Perempuan Berkalung Sorban (La Chica Con el Keffiyeh Alrededor de Su Cuello), encontró su papel como Menuk interesante y más serio que su trabajo reciente en películas de horror. Endhita, quien le había pedido el rol a Bramantyo, mostró interés apenas recibió un esbozo del argumento.

## Temas y estilo
Ade Irwansyah, escribiendo para Tabloide Bintang, notó que la película era un "microcosm" de Indonesia, el cual tiene grupos religiosos numerosos que a menudo entran en conflicto. Irwansyah escribe que Bramantyo tenía la intención de que los espectadores pensaran en los conflictos religiosos que ocurren a diario y en cómo lidiar con las diferencias en la cultura y las creencias, mientras Bramantyo ha llamado a la película su interpretación personal de la situación religiosa del país. El crítico de cine Eric Sasono señaló que esto era evidente en el lema de la película, "¿Sigue siendo importante que seamos diferentes?", y sugirió que Bramantyo temía que Indonesia se estuviera convirtiendo en un estado monolítico. Según Sasono, el conflicto en ? está resuelto cuándo los personajes empiezan a creer que todas las religiones están bien, y todos alaban a Dios; así, todo el conflicto religioso acabaría si las personas aceptaran otras creencias.
El Globo de Jakarta describe a la película como un "estudio de la función y el estado de Islam en la sociedad indonesia moderna". Sasono notó que la mayoría musulmana en la película no tuvo sus motivos mostrados explícitamente, ya sea por el uso del término racista "Cino" o por atacar el restaurante de Sun. Después de comparar las acciones de grupos musulmanes en ? y las películas de Asrul Sani Al Kautsar (1977) y Titian Serambut Dibelah Tujuh (Divididos por Siete; 1982), Sasono sugirió que Bramantyo puede haber estado expresando un miedo de que estos grupos ya no necesitan provocateurs para atacar a otros. Él nota que una escena en qué una sacerdotisa católica es acuchillada por dos hombres en una motocicleta refleja un caso en Bekasi, el cual había devenido en un asunto nacional. Además, describe los ángulos de cámara como vulgares, abandonando la sutileza, pero sugiere que hicieron el trabajo más dramático; él indica que esto fue evidente con una escena en la que parte de una mezquita se derrumba.

## Lanzamiento
? debutó en Gandaria City en Yakarta del Sur el 31 de marzo de 2011, con un lanzamiento amplio el 7 de abril. Su lanzamiento coincidió con un concurso patrocinado por un proveedor local de servicios celulares que pedía a los espectadores que decidieran cuál era el mejor nombre para describir los eventos mostrados en la película; se dijo que el mejor nombre que se enviaría se usaría en el lanzamiento del DVD, pero esto finalmente no se realizó. Cinco días después de su estreno, ? fue visto por casi 100,000 personas. ? había sido visto por más de 550.000 personas a mediados de septiembre. La película también fue mostrada internacionalmente. En el sexto Festival de cine indonesio en Australia, se proyectó en cines el 25 de agosto de 2011 como película de clausura del festival. Según Bramantyo, la película también fue mostrada en Vancouver y París, recibiendo comentarios positivos.
Una novelización de la película, titulada Harmoni Dalam Tanda Tanya (Armonía en Tanda Tanya) y publicada por Mahaka Editorial, fue lanzada en diciembre de 2011. Escrita por Melvy Yendra dan Adriyati, expandió aún más el trasfondo de la película, incluida la relación entre Hendra y Menuk. El 21 de febrero de 2012, ? fue lanzada en DVD por Jive! Coleccion, después de pasar la junta de censura en enero. El DVD contó con audio indonesio, subtítulos en indonesio e inglés, un documental detrás de escena y una galería de fotografías de la producción. En un prefacio de las notas del DVD, Ronny P. Tjandra de Jive! Collection escribió que los espectadores deben ver la película con el corazón abierto, ya que los conflictos internos reflejan las realidades de la sociedad.

## Recepción
La reacción crítica a ? fue favorable. Indah Setiawati del The Jakarta Post escribió que la película era un "valiente intento de promover el Islam moderado y revelar los temas delicados del país de una manera casual", y que los espectadores deben "prepararse para estallar en carcajadas y llorar". Aguslia, escribiendo para Tempo, dijo que fuee mejor que el ganador del premio Citra 2010 3 Hati Dua Dunia, Satu Cinta, que tenía temas similares. Kartoyo DS, reseñando para Suara Karya después de una proyección de prensa, elogió la trama, las imágenes y la música.
Benny Benke, escribiendo para el diario Suara Merdeka de Semarang, encontró que Bramantyo había usado ? para retratar la tolerancia en Indonesia sin hacer que el tema parezca un cliché; sin embargo, consideró algunas escenas, como la conversión de Hendra, exageradas. Frans Sartono, reseñando para el diario históricamente católico Kompas, consideró que la película era muy didáctica pero, en última instancia, interesante, porque su comentario social era muy necesario, teniendo en cuenta la agitación religiosa de Indonesia. También señaló que los personajes fueron impulsados a sus acciones por necesidades mundanas y no por religión.

## Controversia
Tras el estreno de ?, el conservador Frente de Defensores Islámicos (Frente Pembela Islam, o FPI) se manifestó en contra de la película, debido a su mensaje pluralista. Banser, el ala juvenil de NU, también protestó por la película, ofendiéndose por una escena en la que a los miembros de Banser se les paga para hacer sus deberes caritativos; insistieron en que no son pagados. Mientras tanto, el director del Centro de Cultura del Consejo Ulema de Indonesia (Majelis Ulama Indonesia, o MUI), Cholil Ridwan, afirmó que "la película propaga claramente el pluralismo religioso", que el MUI había declarado previamente haram (prohibido) en 2005. Las protestas también estallaron cuando SCTV anunció planes para mostrar ? durante Eid al-Fitr en 2011; el FPI organizó una manifestación frente a la oficina de la estación, en la que cientos de sus miembros pidieron más cortes de la película. Más tarde, la cadena decidió no mostrar la película en una decisión que fue fuertemente criticada y vista como "ceder" al FPI.
En respuesta a las críticas de ?, el ministro de Cultura y Turismo, Jero Wacik, expresó que la película se titularía mejor Bhinneka Tunggal Ika ("Unidad en la diversidad", el lema nacional de Indonesia), y que su representación de la tolerancia interétnica e interreligiosa refleja el "carácter nacional" de Indonesia. Yenny Wahid, activista religiosa e hija del expresidente y destacado pluralista Abdurrahman Wahid, dijo que ? había "logrado transmitir las ideas del pluralismo en Indonesia", y los críticos no deberían mirarlo en fragmentos. Aunque inicialmente tuiteó que las protestas eran de promoción gratuita, Bramantyo luego entró en discusiones con el MUI y acordó cortar algunas escenas para evitar protestas. En una entrevista de octubre de 2011, dijo que estaba "desconcertado" de que la película fuera mal recibida por los musulmanes.

## Premios
? recibió 9 nominaciones en el Festival de Cine de Indonesia de 2011, ganando un premio Citra a la Mejor Cinematografía. Junto con Sang Penari y Masih Bukan Cinta Biasa (Todavía no es solo un amor ordinario), fue la película más nominada del año; aun así, ? recibió la menor cantidad de Premios Citra de los tres. Sang Penari ganó dos de los premios para los que ? había sido nominado, incluyendo Mejor Director, mientras Masih Bukan Cinta Biasa tomó Mejor Sonido y El Espejo Nunca Miente superó a ? en Mejor Historia Original. En 2012 ? fue nominado para tres premios en el Festival de Cine Bandung, sin ganar ninguno; los tres premios fueron para El Espejo Nunca Miente.
| Premio                     | Año  | Categoría                 | Destinatario                    | Resultado |
| -------------------------- | ---- | ------------------------- | ------------------------------- | --------- |
| Festival de cine indonesio | 2011 | Mejor Director            | Hanung Bramantyo                | Nominado  |
| Festival de cine indonesio | 2011 | Mejor Guion               | Titien Wattimena                | Nominado  |
| Festival de cine indonesio | 2011 | Mejor Historia Original   | Hanung Bramantyo                | Nominado  |
| Festival de cine indonesio | 2011 | Mejor Cinematografía      | Yadi Sugandi                    | Ganador   |
| Festival de cine indonesio | 2011 | Mejor Dirección Artística | Fauzi                           | Nominado  |
| Festival de cine indonesio | 2011 | Mejor Edición de Video    | Cesa David Luckmasyah           | Nominado  |
| Festival de cine indonesio | 2011 | Mejor Edición de Sonido   | Satrio Budiono & Saft Daultsyah | Nominado  |
| Festival de cine indonesio | 2011 | Mejor Actor de Apoyo      | Agus Kuncoro                    | Nominado  |
| Festival de cine indonesio | 2011 | Mejor Actriz de Apoyo     | Endhita                         | Nominado  |
| Bandung Festival de cine   | 2012 | Mejor Director            | Hanung Bramantyo                | Nominado  |
| Bandung Festival de cine   | 2012 | Mejor Cinematografía      | Yadi Sugandi                    | Nominado  |
| Bandung Festival de cine   | 2012 | Mejor Póster              |                                 | Nominado  |